# Patricia Anthony
Œuvres principales
- Frère Termite

Patricia Anthony, née le 29 mars 1947 à San Antonio au Texas où elle est morte le 2 juillet 2013 ,, est un auteure américaine de science-fiction, affiliée au courant slipstream (qu'on pourrait rapprocher en France au terme de « transfiction » élaborée par Francis Berthelot). Elle a reçu le prix Locus du meilleur premier roman 1994 pour Cold Allies.

## Biographie
Durant les années 1960 et 1970, Patricia Anthony, accompagné de son mari et de leurs deux enfants, fut professeur d'anglais au Portugal et au Brésil. En 1978, elle divorça et revint aux États-Unis. Elle s'installa à Dallas, au Texas et travailla durant quatorze ans pour le Dallas Morning News. De 1980 à 1987, elle tenta de vendre des nouvelles. La première, Blood Brothers, parue dans le magazine Aboriginal Science Fiction de février 1987.
Elle publia son premier roman de science-fiction en 1992 avec Cold Allies, l'histoire d'extraterrestres débarquant sur Terre au XXIe siècle, au milieu d'une Troisième Guerre Mondiale. Ce premier livre a été suivi par Frère Termite (1993), Conscience of the Beagle (1993), The Happy Policeman (1994), Craddle of Splendor (1996), pour lequel elle se servit de son expérience au Brésil, et God's Fire (1997). Chacun d'entre eux combinent des intrigues de science-fiction à d'autres genres littéraires de façon originale. Plusieurs de ces nouvelles ont été collectées dans le recueil Eating Memories (1997).
Son œuvre la plus connue, la plus reconnue par la critique et la seule traduite en français reste Frère Termite. Elle y dépeint un complot politique raconté du point de vue du chef des extra-terrestres qui occupe les États-Unis. Les droits du livre furent achetés par Lightstorm, la compagnie de James Cameron, et John Sayles écrivit un scénario, mais le film ne fut jamais produit.
Après ses premiers succès, Patricia Anthony enseigna l'écriture à la Southern Methodist University pendant trois ans. Au fur et à mesure de sa carrière, elle s'éloigna des limites traditionnelles de la Science-Fiction. En 1998, son roman Flanders -roman métaphysique sur un tireur d'élite américain durant la Première Guerre Mondiale- représente une nette rupture avec son passé dans la Science-Fiction, ainsi que sa dernière production pour l'éditeur Ace Books. Sinon commercial, le livre fut au moins un succès critique.
Après la publication de Flanders, Patricia Anthony cessa d'œuvrer dans la littérature et devint scénariste de films. Cependant, aucun de ses scripts n'a été tournés à ce jour. Elle a terminé un nouveau roman en 2006, mais qui demeure non publié.

## Œuvres

### Romans
- (en) Cold Allies, 1993Prix Locus du meilleur premier roman 1994
- Frère Termite, Presses Pocket, coll. « Science-fiction » no 5657, 1999 ((en) Brother Termite, 1993)
- (en) Conscience of the Beagle, 1993
- (en) Happy Policeman, 1994
- (en) Cradle of Splendor, 1996
- (en) God's Fires, 1997
- (en) Flanders: A Novel, 1998

### Recueils de nouvelles
- (en) Eating Memories, 1997

### Nouvelles
- (en) Blood Brothers, dans Aboriginal Science Fiction, février 1987.
- (en) What Brothers Are For, dans Aboriginal Science Fiction, novembre 1987.
- (en) Anomaly, dans Aboriginal Science Fiction, novembre 1988.
- (en) Good Neighbor, dans Aboriginal Science Fiction, septembre 1988.
- (en) Sweet Tooth at Io, dans Aboriginal Science Fiction, mai 1988.
- (en) Belief Systems, dans Aboriginal Science Fiction, septembre 1989.
- Les Lupins bleus, 2012 ((en) Bluebonnets), dans Aboriginal Science Fiction, juillet 1989.
- (en) Eating Memories, dans Aboriginal Science Fiction, mai 1989.
- (en) The Name of the Demon, dans The Magazine of Fantasy and Science Fiction, novembre 1989, Mercury Press, Inc.
- (en) Coyote on Mars, dans Aboriginal Science Fiction, mai 1990.
- (en) Lunch with Daddy, dans Pulphouse: The Hardback Magazine Issue 8,  Été 1990.
- (en) The Deer Lake Sightings,  dans Weird Tales, Été 1990.
- (en) The Murcheson Boy, dans Weird Tales, Automne 1990.
- (en) For No Reason, dans Isaac Asimov's Science Fiction Magazine, septembre 1990, Davis Publications, Inc. Réimp. dans Isaac Asimov's Robots, Ace, 1991.
- (en) The Holes Where Children Lie, dans Aboriginal Science Fiction, janvier 1991.
- (en) The Dark at the Corner of the Eye, dans Full Spectrum 3, Doubleday Foundation, 1991.
- (en) The Shoot, dans Aboriginal Science Fiction, Été 1992.
- (en) The Secret Language of Old White Ladies, dans Aboriginal Science Fiction, Automne 1992.
- (en) Blue Woofers, dans Isaac Asimov's Science Fiction Magazine, juillet 1992, Davis Publications, Inc.
- (en) Gingerbread Man, dans Aboriginal Science Fiction, Automne 1993.
- (en) Dear Froggy, dans Aboriginal Science Fiction, Printemps 1993.
- (en) Born to Be Wild, dans Aboriginal Science Fiction, Été 1993.
- (en) Guardian of Fireflies, dans Asimov's Science Fiction, avril 1993, Bantam Doubleday Dell Magazines.
- (en) The Last Flight from Llano, dans Asimov's Science Fiction, mai 1993, Bantam Doubleday Dell Magazines.
- (en) Alone Again in Dweebland, dans Aboriginal Science Fiction, Hiver 1997.
- (en) Mercy's Children, dans Albedo One #20, 1999, Albedo One Productions.

### Essais et articles
- (en) Read This, dans The New York Review of Science Fiction, février 1993.
- (en) The If-You-Serve-This-They'll-Swear-You're-Hispanic Queso, dans Serve It Forth—Cooking With Anne McCaffrey, Aspect / Warner Books, 1996.
- (en) The I've-Been-to-Brazil-I-Know-What-Black-Beans-Are Dip, dans Serve It Forth—Cooking With Anne McCaffrey, Aspect / Warner Books, 1996.
- (en) The I-Stole-This-Mexican-Chicken-and-Dumpling-Recipe-and-then-Changed-It-So-Much-That-Not-Even-Its-Mama,-an-Intellectual-Property-Lawyer,-Would-Recognize-It-Main-Dish, dans Serve It Forth—Cooking With Anne McCaffrey,Aspect / Warner Books, 1996.